# Кахква (Орава)
Кахква (ест. Kahkva) — село в Естонії, входить до складу волості Орава, повіту Пилвамаа.